# Classe Daring
A Classe Daring (também referido como Type 45) é uma classe de contratorpedeiro a serviço Marinha Real do Reino Unido. A classe Daring veio para substituir a classe Sheffield (Type 42), que deverá ser descomissionado em 2013. O primeiro navio desta classe, o HMS Daring, foi lançado ao mar em 1 de fevereiro de 2006 e comissionado em 23 de julho de 2009. Os navios desta classe foram construídos pela BAE Systems.
O custo total do projeto do Type 45 foi avaliado em pelo menos £6,46 bilhões de libras, um aumento de 29% sobre o orçamento original.

## Navios na classe
| Nome                | Número de amura | Começo da construção                              | Lançado ao mar                                    | Entrada em serviço (comissionamento)              |
| ------------------- | --------------- | ------------------------------------------------- | ------------------------------------------------- | ------------------------------------------------- |
| Daring              | D32             | 28 de março de 2003                               | 1 de fevereiro de 2006                            | 23 de julho de 2009                               |
| Dauntless           | D33             | 26 de agosto de 2004                              | 23 de janeiro de 2007                             | 3 de junho de 2010                                |
| Diamond             | D34             | 25 de fevereiro de 2005                           | 27 de novembro de 2007                            | 6 de maio de 2011                                 |
| Dragon              | D35             | 19 de dezembro de 2005                            | 17 de novembro de 2008                            | 20 de abril de 2012                               |
| Defender            | D36             | 31 de julho de 2006                               | 21 de outubro de 2009                             | 21 de março de 2013                               |
| Duncan              | D37             | 26 de janeiro de 2007                             | 11 de outubro de 2010                             | 26 de setembro de 2013                            |
| Situação dos navios |                 |                                                   |                                                   |                                                   |
| Nome                | Nome            | Status (julho de 2012)                            | Status (julho de 2012)                            | Status (julho de 2012)                            |
| Daring              | Daring          | Em serviço no Golfo Pérsico                       | Em serviço no Golfo Pérsico                       | Em serviço no Golfo Pérsico                       |
| Dauntless           | Dauntless       | Em serviço nas Falklands                          | Em serviço nas Falklands                          | Em serviço nas Falklands                          |
| Diamond             | Diamond         | Em serviço no Canal de Suez com a Frota Combinada | Em serviço no Canal de Suez com a Frota Combinada | Em serviço no Canal de Suez com a Frota Combinada |
| Dragon              | Dragon          | Em serviço                                        | Em serviço                                        | Em serviço                                        |
| Defender            | Defender        | Em serviço                                        | Em serviço                                        | Em serviço                                        |
| Duncan              | Duncan          | Em serviço                                        | Em serviço                                        | Em serviço                                        |